# فهرست جایزه‌ها و نامزدی‌های امیلی بلانت
این فهرستی از جایزه‌ها و نامزدی‌های دریافت شده توسط بازیگر بریتانیایی امیلی بلانت است.

## جوایز و نامزدی‌ها
| مراسم                                | سال  | دسته                                                                                            | نامزد/اثر                                    | نتیجه        | منابع  |
| ------------------------------------ | ---- | ----------------------------------------------------------------------------------------------- | -------------------------------------------- | ------------ | ------ |
| جوایز اکتا                           | ۲۰۱۶ | بهترین بازیگر زن                                                                                | سیکاریو                                      | نامزدشده     | [ ۱ ]  |
| جوایز اکتا                           | ۲۰۱۹ | بهترین بازیگر نقش مکمل زن                                                                       | یک مکان ساکت                                 | نامزدشده     | [ ۲ ]  |
| اتحادیه زنان روزنامه‌نگار سینمایی     | ۲۰۱۲ | بهترین بازیگر زن انیمیشن                                                                        | نومئو و ژولیت                                | نامزدشده     | [ ۳ ]  |
| اتحادیه زنان روزنامه‌نگار سینمایی     | ۲۰۱۵ | Most Egregious Age Difference Between the Leading Man and the Love Interest (همراه با تام کروز) | لبه فردا                                     | نامزدشده     | [ ۴ ]  |
| اتحادیه زنان روزنامه‌نگار سینمایی     | ۲۰۱۵ | بهترین ستاره اکشن زن                                                                            | لبه فردا                                     | برنده        | [ ۵ ]  |
| اتحادیه زنان روزنامه‌نگار سینمایی     | ۲۰۱۶ | بهترین ستاره اکشن زن                                                                            | سیکاریو                                      | نامزدشده     | [ ۶ ]  |
| جوایز فیلم بفتا                      | ۲۰۰۷ | بهترین بازیگر نقش مکمل زن                                                                       | شیطان پرادا می‌پوشد                           | نامزدشده     | [ ۷ ]  |
| جوایز فیلم بفتا                      | ۲۰۰۷ | جایزه ستاره نوظهور                                                                              | امیلی بلانت                                  | نامزدشده     | [ ۷ ]  |
| جوایز فیلم بفتا                      | ۲۰۱۷ | بهترین بازیگر نقش اول زن                                                                        | دختری در قطار                                | نامزدشده     | [ ۸ ]  |
| جوایز بریتانیا                       | ۲۰۰۹ | بهترین آرتیست بریتانیایی سال                                                                    | امیلی بلانت                                  | Honoured     | [ ۹ ]  |
| جوایز فیلم ایندیپندنت بریتانیا       | ۲۰۰۴ | آینده‌دارترین تازه‌وارد                                                                           | تابستان عشقی من                              | نامزدشده     | [ ۱۰ ] |
| جوایز فیلم ایندیپندنت بریتانیا       | ۲۰۰۹ | بهترین بازیگر زن                                                                                | ویکتوریای جوان                               | نامزدشده     | [ ۱۱ ] |
| انجمن منتقدان فیلم شیکاگو            | ۲۰۱۲ | بهترین بازیگر نقش مکمل زن                                                                       | لوپر                                         | نامزدشده     | [ ۱۲ ] |
| Costume Designers Guild              | ۲۰۱۰ | جایزه سواروفسکی                                                                                 | امیلی بلانت                                  | Honoured     | [ ۱۳ ] |
| جوایز فیلم به انتخاب منتقدان         | ۲۰۱۰ | بهترین بازیگر زن                                                                                | ویکتوریای جوان                               | نامزدشده     | [ ۱۴ ] |
| جوایز فیلم به انتخاب منتقدان         | ۲۰۱۳ | بهترین بازیگر زن در یک فیلم اکشن                                                                | لوپر                                         | نامزدشده     | [ ۱۵ ] |
| جوایز فیلم به انتخاب منتقدان         | ۲۰۱۵ | بهترین بازیگر زن در یک فیلم اکشن                                                                | لبه فردا                                     | برنده        | [ ۱۶ ] |
| جوایز فیلم به انتخاب منتقدان         | ۲۰۱۶ | بهترین بازیگر زن در یک فیلم اکشن                                                                | سیکاریو                                      | نامزدشده     | [ ۱۷ ] |
| جوایز فیلم به انتخاب منتقدان         | ۲۰۱۹ | بهترین بازیگر زن                                                                                | بازگشت مری پاپینز                            | نامزدشده     | [ ۱۸ ] |
| جوایز فیلم به انتخاب منتقدان         | ۲۰۱۹ | بهترین جلوه‌های بازیگر زن کمدی                                                                   | بازگشت مری پاپینز                            | نامزدشده     | [ ۱۸ ] |
| انجمن منتقدان فیلم دالاس‌فورت وورث    | ۲۰۰۶ | بهترین بازیگر نقش مکمل زن                                                                       | شیطان پرادا می‌پوشد                           | جایگاه پنجم  | [ ۱۹ ] |
| انجمن منتقدان فیلم دالاس‌فورت وورث    | ۲۰۰۹ | بهترین بازیگر زن                                                                                | ویکتوریای جوان                               | جایگاه چهارم | [ ۲۰ ] |
| Dublin Film Critics' Circle          | ۲۰۱۵ | بهترین بازیگر زن                                                                                | سیکاریو                                      | جایگاه چهارم | [ ۲۱ ] |
| جوایز امپایر                         | ۲۰۱۰ | بهترین بازیگر زن                                                                                | ویکتوریای جوان                               | نامزدشده     | [ ۲۲ ] |
| جوایز امپایر                         | ۲۰۱۵ | بهترین بازیگر زن                                                                                | لبه فردا                                     | نامزدشده     | [ ۲۳ ] |
| جوایز امپایر                         | ۲۰۱۶ | بهترین بازیگر زن                                                                                | سیکاریو                                      | نامزدشده     | [ ۲۴ ] |
| Evening Standard British Film Awards | ۲۰۰۵ | آینده‌دارترین تازه‌وارد                                                                           | تابستان عشقی من                              | برنده        | [ ۲۵ ] |
| Evening Standard British Film Awards | ۲۰۱۶ | بهترین بازیگر زن                                                                                | سیکاریو                                      | نامزدشده     | [ ۲۶ ] |
| Fangoria Chainsaw Awards             | ۲۰۱۹ | بهترین بازیگر زن                                                                                | یک مکان ساکت                                 | نامزدشده     | [ ۲۷ ] |
| انجمن منتقدان فیلم جورجیا            | ۲۰۱۳ | بهترین بازیگر نقش مکمل زن                                                                       | لوپر                                         | نامزدشده     | [ ۲۸ ] |
| انجمن منتقدان فیلم جورجیا            | ۲۰۱۶ | بهترین بازیگر زن                                                                                | سیکاریو                                      | نامزدشده     | [ ۲۹ ] |
| جوایز گلدن گلوب                      | ۲۰۰۷ | بهترین بازیگر نقش مکمل زن                                                                       | شیطان پرادا می‌پوشد                           | نامزدشده     | [ ۳۰ ] |
| جوایز گلدن گلوب                      | ۲۰۰۷ | بازیگر نقش مکمل زن – سریال، سریال کوتاه یا فیلم تلویزیونی                                       | دختر گیدئون                                  | برنده        | [ ۳۱ ] |
| جوایز گلدن گلوب                      | ۲۰۱۰ | بهترین بازیگر زن – فیلم درام                                                                    | ویکتوریای جوان                               | نامزدشده     | [ ۳۲ ] |
| جوایز گلدن گلوب                      | ۲۰۱۳ | بهترین بازیگر زن – فیلم موزیکال یا کمدی                                                         | صید ماهی آزاد در یمن                         | نامزدشده     | [ ۳۳ ] |
| جوایز گلدن گلوب                      | ۲۰۱۵ | بهترین بازیگر زن – فیلم موزیکال یا کمدی                                                         | به‌سوی جنگل                                   | نامزدشده     | [ ۳۴ ] |
| جوایز گلدن گلوب                      | ۲۰۱۹ | بهترین بازیگر زن – فیلم موزیکال یا کمدی                                                         | بازگشت مری پاپینز                            | نامزدشده     | [ ۳۵ ] |
| Golden Schmoes Awards                | ۲۰۰۶ | بهترین بازیگر نقش مکمل زن                                                                       | شیطان پرادا می‌پوشد                           | نامزدشده     | [ ۳۶ ] |
| Golden Schmoes Awards                | ۲۰۱۲ | بهترین بازیگر نقش مکمل زن                                                                       | لوپر                                         | نامزدشده     | [ ۳۷ ] |
| Golden Schmoes Awards                | ۲۰۱۴ | بهترین T&A سال                                                                                  | لبه فردا                                     | نامزدشده     | [ ۳۸ ] |
| Golden Schmoes Awards                | ۲۰۱۵ | بهترین بازیگر زن سال                                                                            | سیکاریو                                      | نامزدشده     | [ ۳۹ ] |
| Golden Schmoes Awards                | ۲۰۱۸ | بهترین بازیگر زن سال                                                                            | بازگشت مری پاپینز                            | نامزدشده     | [ ۴۰ ] |
| Golden Schmoes Awards                | ۲۰۱۸ | بهترین بازیگر نقش مکمل زن                                                                       | یک مکان ساکت                                 | برنده        | [ ۴۰ ] |
| Golden Schmoes Awards                | ۲۰۱۸ | سلبریتی موردعلاقه سال                                                                           | امیلی بلانت                                  | نامزدشده     | [ ۴۰ ] |
| جوایز گاتهام                         | ۲۰۱۲ | بهترین گروه بازیگری (همراه با رزمری دویت و مارک دوپلاس)                                         | خواهر خواهر شما                              | برنده        | [ ۴۱ ] |
| انجمن منتقدان هالیوود                | ۲۰۲۱ | بهترین بازیگر نقش مکمل زن                                                                       | یک مکان ساکت: بخش ۲                          | نامزدشده     | [ ۴۲ ] |
| آی‌جی‌ان سامر مووی اواردز              | ۲۰۱۸ | بهترین نقش اول در یک فیلم                                                                       | بازگشت مری پاپینز                            | نامزدشده     | [ ۴۳ ] |
| جوایز جوپیتر                         | ۲۰۱۱ | بهترین بازیگر زن بین‌المللی                                                                      | ویکتوریای جوان                               | برنده        | [ ۴۴ ] |
| حلقه منتقدان فیلم لندن               | ۲۰۰۵ | تازه‌وارد بریتانیایی سال                                                                         | تابستان عشقی من                              | نامزدشده     | [ ۴۵ ] |
| حلقه منتقدان فیلم لندن               | ۲۰۰۷ | بهترین بازیگر زن نقش مکمل بریتانیایی سال                                                        | شیطان پرادا می‌پوشد                           | برنده        | [ ۴۶ ] |
| حلقه منتقدان فیلم لندن               | ۲۰۱۰ | بهترین بازیگر زن بریتانیایی سال                                                                 | ویکتوریای جوان                               | نامزدشده     | [ ۴۷ ] |
| حلقه منتقدان فیلم لندن               | ۲۰۱۰ | بهترین بازیگر زن نقش مکمل بریتانیایی سال                                                        | آفتاب تمیز کردن                              | نامزدشده     | [ ۴۷ ] |
| حلقه منتقدان فیلم لندن               | ۲۰۱۳ | بهترین بازیگر زن بریتانیایی سال                                                                 | لوپر و خواهر خواهر شما                       | نامزدشده     | [ ۴۸ ] |
| حلقه منتقدان فیلم لندن               | ۲۰۱۵ | بهترین بازیگر زن بریتانیایی سال                                                                 | به‌سوی جنگل و لبه فردا                        | نامزدشده     | [ ۴۹ ] |
| حلقه منتقدان فیلم لندن               | ۲۰۱۶ | بازیگر زن بریتانیایی/ایرلندی سال                                                                | سیکاریو                                      | نامزدشده     | [ ۵۰ ] |
| حلقه منتقدان فیلم لندن               | ۲۰۱۹ | بازیگر زن بریتانیایی/ایرلندی سال                                                                | بازگشت مری پاپینز، یک مکان ساکت و شرلوک نومز | نامزدشده     | [ ۵۱ ] |
| جشنواره فیلم ماتاوین                 | ۲۰۰۵ | جایزه ویزه هیئت داوران (همراه با ناتالی پرس)                                                    | تابستان عشقی من                              | برنده        | [ ۵۲ ] |
| جایزه سینمایی و تلویزیونی ام‌تی‌وی     | ۲۰۰۷ | بهترین عملکرد موفقیت‌آمیز                                                                        | شیطان پرادا می‌پوشد                           | نامزدشده     | [ ۵۳ ] |
| جایزه سینمایی و تلویزیونی ام‌تی‌وی     | ۲۰۰۷ | بهترین اجرای کمدی                                                                               | شیطان پرادا می‌پوشد                           | نامزدشده     | [ ۵۳ ] |
| جایزه سینمایی و تلویزیونی ام‌تی‌وی     | ۲۰۱۸ | بهترین اجرای ترسناک                                                                             | یک مکان ساکت                                 | نامزدشده     | [ ۵۴ ] |
| جوایز برگزیده کودکان نیکلودین        | ۲۰۱۷ | فرنمی‌های موردعلاقه (همراه با شارلیز ترون)                                                       | شکارچی: جنگ زمستان                           | نامزدشده     | [ ۵۵ ] |
| جوایز برگزیده کودکان نیکلودین        | ۲۰۱۹ | بازیگر زن فیلم موردعلاقه                                                                        | بازگشت مری پاپینز                            | نامزدشده     | [ ۵۶ ] |
| جوایز برگزیده کودکان نیکلودین        | ۲۰۲۳ | بازیگر زن فیلم موردعلاقه                                                                        | گشت‌وگذار در جنگل                             | نامزدشده     | [ ۵۷ ] |
| جشنواره بین‌المللی فیلم پام اسپرینگز  | ۲۰۱۹ | گروه بازیگری (همراه با گروه بازیگران بازگشت مری پاپینز)                                         | بازگشت مری پاپینز                            | برنده        | [ ۵۸ ] |
| جوایز برگزیده مردم                   | ۲۰۱۳ | بازیگر زن موردعلاقه فیلم کمدی                                                                   | امیلی بلانت                                  | نامزدشده     | [ ۵۹ ] |
| جوایز برگزیده مردم                   | ۲۰۱۶ | بازیگر زن موردعلاقه فیلم اکشن                                                                   | امیلی بلانت                                  | نامزدشده     | [ ۶۰ ] |
| جوایز برگزیده مردم                   | ۲۰۱۷ | بازیگر زن موردعلاقه فیلم دراماتیک                                                               | امیلی بلانت                                  | نامزدشده     | [ ۶۱ ] |
| جوایز برگزیده مردم                   | ۲۰۱۸ | ستاره فیلم درام ۲۰۱۸                                                                            | یک مکان ساکت                                 | نامزدشده     | [ ۶۲ ] |
| جشنواره بین‌المللی فیلم سانتا باربارا | ۲۰۱۰ | جایزه ورچوسو                                                                                    | ویکتوریای جوان                               | Honoured     | [ ۶۳ ] |
| جوایز ستلایت                         | ۲۰۰۹ | بهترین بازیگر نقش اول زن – فیلم سینمایی                                                         | ویکتوریای جوان                               | نامزدشده     | [ ۶۴ ] |
| جوایز ستلایت                         | ۲۰۰۹ | بهترین بازیگر نقش مکمل زن – فیلم سینمایی                                                        | آفتاب تمیز کردن                              | نامزدشده     | [ ۶۴ ] |
| جوایز ستلایت                         | ۲۰۱۵ | بهترین گروه بازیگری – فیلم (همراه با گروه بازیگران به‌سوی جنگل)                                  | به‌سوی جنگل                                   | برنده        | [ ۶۵ ] |
| جوایز ستلایت                         | ۲۰۱۹ | بهترین بازیگر نقش اول زن در یک فیلم، موزیکال یا کمدی                                            | بازگشت مری پاپینز                            | نامزدشده     | [ ۶۶ ] |
| جوایز ساترن                          | ۲۰۱۲ | بهترین بازیگر نقش مکمل زن                                                                       | اداره تعدیل                                  | برنده        | [ ۶۷ ] |
| جوایز ساترن                          | ۲۰۱۵ | بهترین بازیگر نقش اول زن                                                                        | لبه فردا                                     | نامزدشده     | [ ۶۸ ] |
| جوایز ساترن                          | ۲۰۱۶ | بهترین بازیگر نقش اول زن                                                                        | سیکاریو                                      | نامزدشده     | [ ۶۹ ] |
| جوایز ساترن                          | ۲۰۱۷ | بهترین بازیگر نقش اول زن                                                                        | دختری در قطار                                | نامزدشده     | [ ۷۰ ] |
| جوایز ساترن                          | ۲۰۱۹ | بهترین بازیگر نقش اول زن                                                                        | بازگشت مری پاپینز                            | نامزدشده     | [ ۷۱ ] |
| جوایز ساترن                          | ۲۰۲۲ | بهترین بازیگر نقش اول زن                                                                        | یک مکان ساکت: بخش ۲                          | نامزدشده     | [ ۷۲ ] |
| جوایز اسکریم                         | ۲۰۱۰ | بهترین بازیگر زن فیلم ترسناک                                                                    | مرد گرگ‌نما                                   | نامزدشده     | [ ۷۳ ] |
| جوایز انجمن بازیگران فیلم            | ۲۰۱۷ | بهترین بازیگر نقش اول زن                                                                        | دختری در قطار                                | نامزدشده     | [ ۷۴ ] |
| جوایز انجمن بازیگران فیلم            | ۲۰۱۹ | بهترین بازیگر نقش اول زن                                                                        | بازگشت مری پاپینز                            | نامزدشده     | [ ۷۵ ] |
| جوایز انجمن بازیگران فیلم            | ۲۰۱۹ | بهترین بازیگر نقش مکمل زن                                                                       | یک مکان ساکت                                 | برنده        | [ ۷۵ ] |
| جوایز انجمن بازیگران فیلم            | ۲۰۲۳ | بهترین بازیگر نقش زن برای سریال کوتاه یا فیلم تلویزیونی                                         | انگلیسی                                      | نامزدشده     | [ ۷۶ ] |
| انجمن منتقدان فیلم سنت لوئیس         | ۲۰۱۸ | بهترین بازیگر نقش مکمل زن                                                                       | یک مکان ساکت                                 | نامزدشده     | [ ۷۷ ] |
| جوایز برگزیده نوجوانان               | ۲۰۱۴ | بازیگر زن برگزیده فیلم: اکشن                                                                    | لبه فردا                                     | نامزدشده     | [ ۷۸ ] |
| جوایز برگزیده نوجوانان               | ۲۰۱۹ | بازیگر نقش اول زن برگزیده فیلم علمی تخیلی/فانتزی                                                | بازگشت مری پاپینز                            | نامزدشده     | [ ۷۹ ] |
| حلقه منتقدان فیلم ونکوور             | ۲۰۱۰ | بهترین بازیگر نقش اول زن در یک فیلم کانادایی                                                    | ویکتوریای جوان                               | برنده        | [ ۸۰ ] |
| Women in Film Crystal + Lucy Awards  | ۲۰۰۷ | MaxMara Face of the Future                                                                      | امیلی بلانت                                  | برنده        | [ ۸۱ ] |